# Ana Carolina (chanteuse)
Pour les articles homonymes, voir Ana Carolina.
Ana Carolina Souza, plus connue sous le nom d'Ana Carolina, (9 septembre 1974 à Juiz de Fora, Brésil) est une chanteuse, guitariste, bassiste, compositrice, manager, arrangeuse, productrice et instrumentiste brésilienne.

## Biographie
Ana Carolina a déjà sept albums studio, trois compilations, cinq albums live et sept DVD enregistrés en 20 ans de carrière,. En 2007, après huit ans de carrière, elle avait vendu plus de 2 millions d'albums.
Dès son premier album en 1999, Ana Carolina sort le single "Garganta", qui marque une étape importante dans sa carrière. Grâce aux albums réalisés plus tard, elle a connu le succès avec de nombreux singles tels que "Quem de nós dois (La mia storia tra dita)", "Encostar na tua", "Uma louca tempestade", "Rosas", "Carvão",  entre autres.
Le 15 août 2005, grâce à un projet promu par la maison de São Paulo Tom Brasil, Ana Carolina et Seu Jorge ont enregistré ensemble un CD et un DVD, Ana & Jorge, un spectacle dont deux singles ont été extraits: "É isso aí" et "Pra rua me levar".
Dès 2009, Ana Carolina collabore avec la chanteuse compositrice italienne Chiara Civello avec qui elle chantera des duos (composés par l'artiste italienne) tels "Resta", "Problemas" et "Simplesmente aconteceu".
En 2013, elle sort l'album #AC, dont sont extraits les singles "Eu sei que vou te amar", "Libido" et "Combustível".
En 2019, elle sort l'album Fogueira em Alto Mar, composé de chansons pop folk toujours très mélodieuses et d'un duo de samba avec Elza Soares. Elle présente cette nouvelle œuvre en tournée au Brésil entre juin et août 2019.
En 2022, le temps d'un concert, elle revisite des chansons de Cássia Eller.

### Autres/Divers
Elle a reçu de nombreuses récompenses, dont 4 Multishow brésilienne Music Award, 3 de Presse Trophée et 1 Prix TIM Musique.
Ana Carolina est ouvertement bisexuelle. Dans le vidéoclip de Libido, elle flirte aussi bien avec des femmes qu'avec des hommes.

## Discographie

### Albums studio
- (1999) Ana Carolina
- (2001) Ana Rita Joana Iracema e Carolina
- (2003) Estampado
- (2006) Dois Quartos
- (2009) N9ve
- (2013) #AC
- (2019) Fogueira em Alto Mar

### Albums de compilation
- (2005) Perfil: Ana Carolina
- (2010) Perfil: Ana Carolina - Vol. 2
- (2012) Mega Hits: Ana Carolina

### Albums en direct
- (2005) Ana & Jorge (avec Seu Jorge)
- (2008) Multishow ao Vivo: Ana Carolina - Dois Quartos
- (2009) Multishow Registro: Ana Car9lina + Um
- (2011) Ensaio de Cores
- (2015) #AC ao Vivo

### Albums vidéo
- (2003) Estampado (documentaire musical)
- (2004) Estampado - Um instante que não pára
- (2005) Ana & Jorge (avec Seu Jorge)
- (2008) Multishow ao Vivo: Ana Carolina - Dois Quartos
- (2009) Multishow Registro: Ana Car9lina + Um
- (2012) Ensaio de Cores
- (2015) #AC ao Vivo

### Singles
- (1999) "Tô saindo"
- (1999) "Nada pra mim"
- (2000) "Garganta"
- (2000) "Beatriz"
- (2001) "Ela é bamba"
- (2001) "Confesso"
- (2002) "Quem de nós dois (La mia storia tra le dita)"
- (2003) "Encostar na tua"
- (2003) "Elevador (Livro de esquecimento)"
- (2004) "Uma louca tempestade"
- (2004) "Nua"
- (2005) "Pra rua me levar"
- (2005) "Que se danem os nós"
- (2006) "É isso aí (The blower's daughter)"
- (2006) "Pra rua me levar"
- (2006) "Rosas"
- (2007) "Carvão"
- (2007) "Ruas de outono"
- (2007) "Aqui"
- (2007) "Vai"
- (2008) "Tolerância"
- (2008) "Eu comi a Madona"
- (2009) "Tá rindo, é?"
- (2009) "Entreolhares (The way you're looking at me)"
- (2010) "10 minutos (Dimmi perché)"
- (2011) "Problemas"[7]
- (2012) "Simplesmente aconteceu"
- (2012) "Un sueño bajo el agua"
- (2013) "Combustível"
- (2014) "Libido"
- (2015) "Coração selvagem"